# 清华大学建筑设计研究院

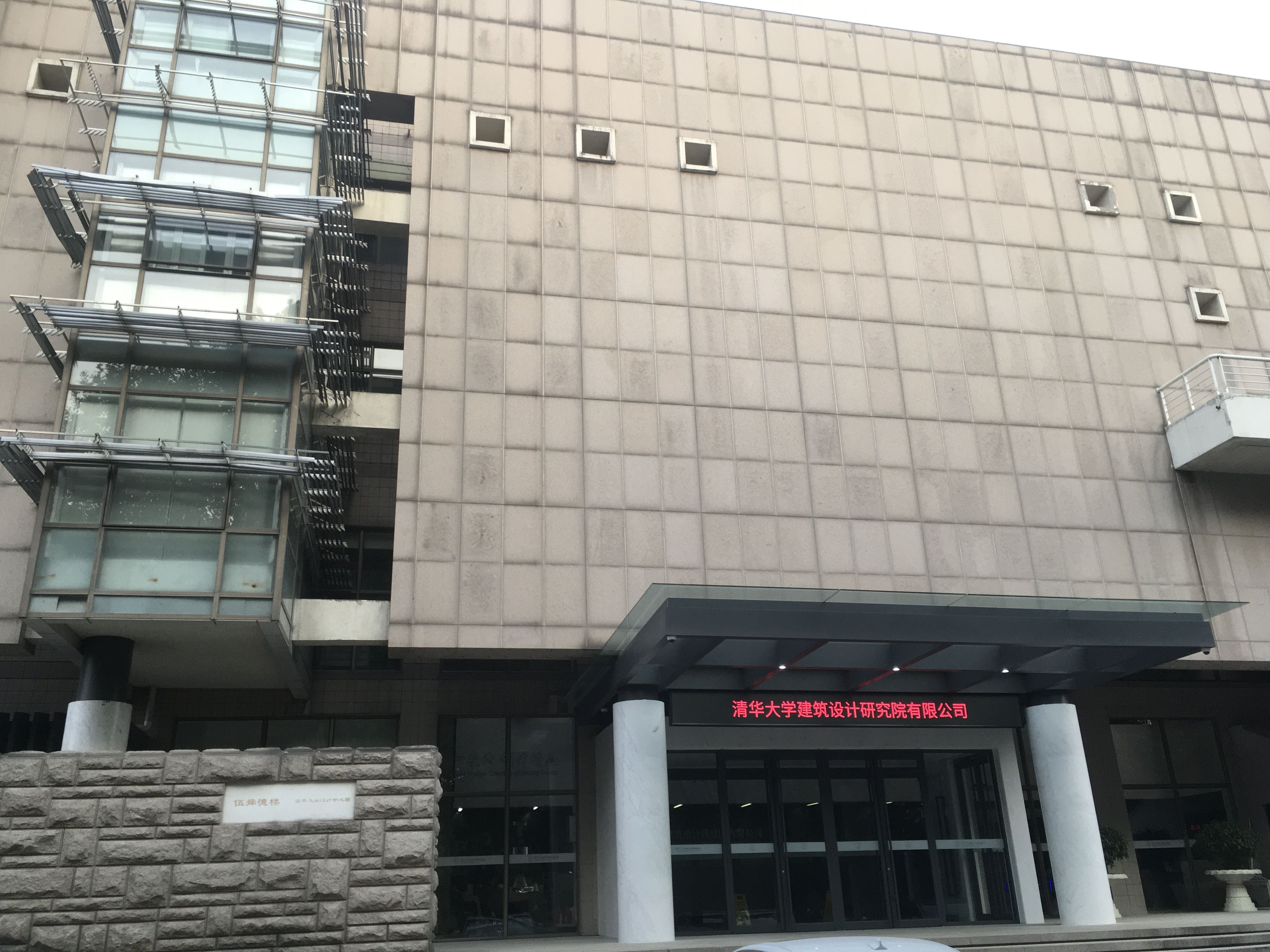
清華大學設計中心樓—伍舜德樓

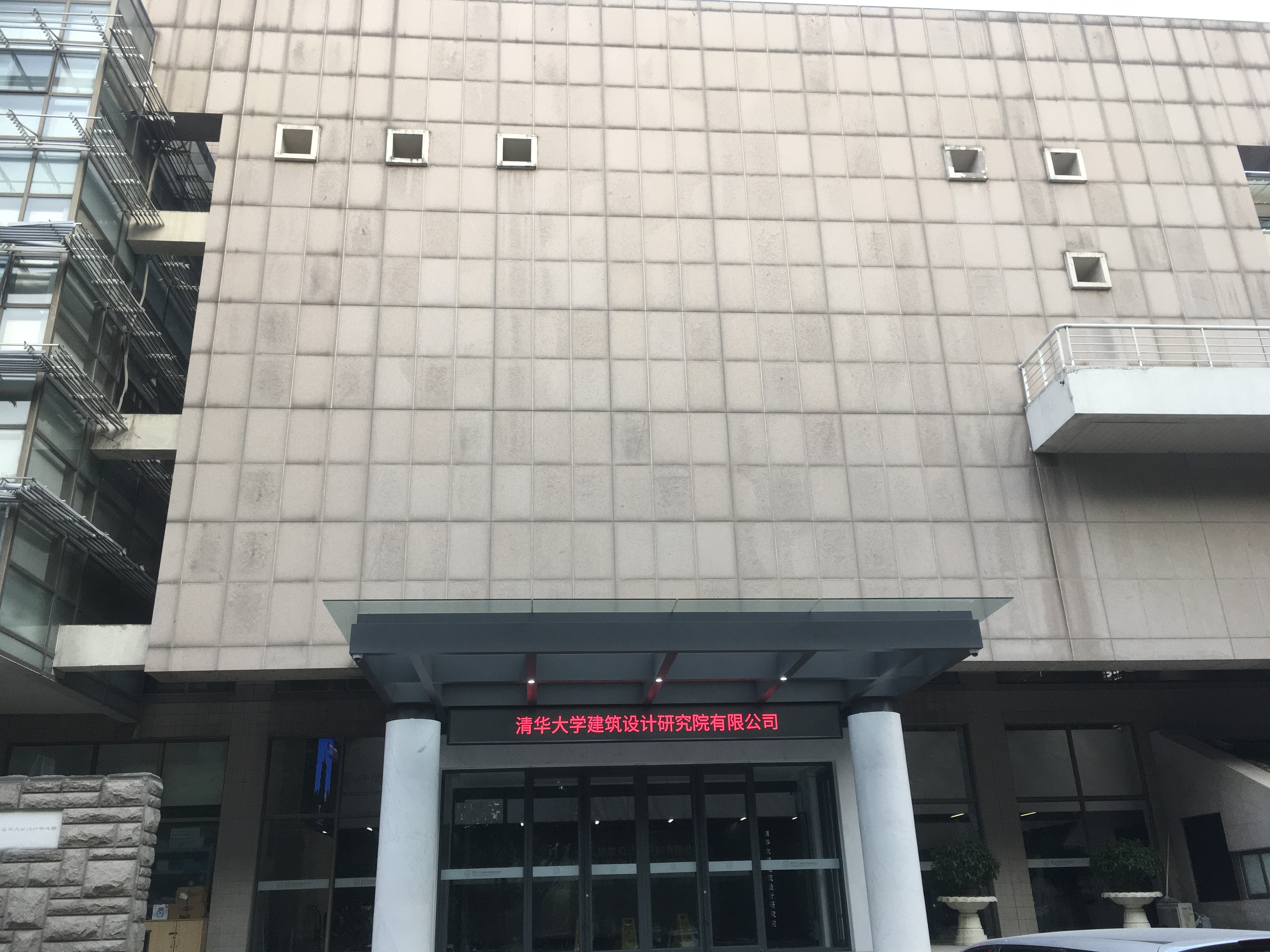
清華大學建築設計研究院有限公司

清华大学建筑设计研究院是清华大学建筑相关研究所。

## 历史

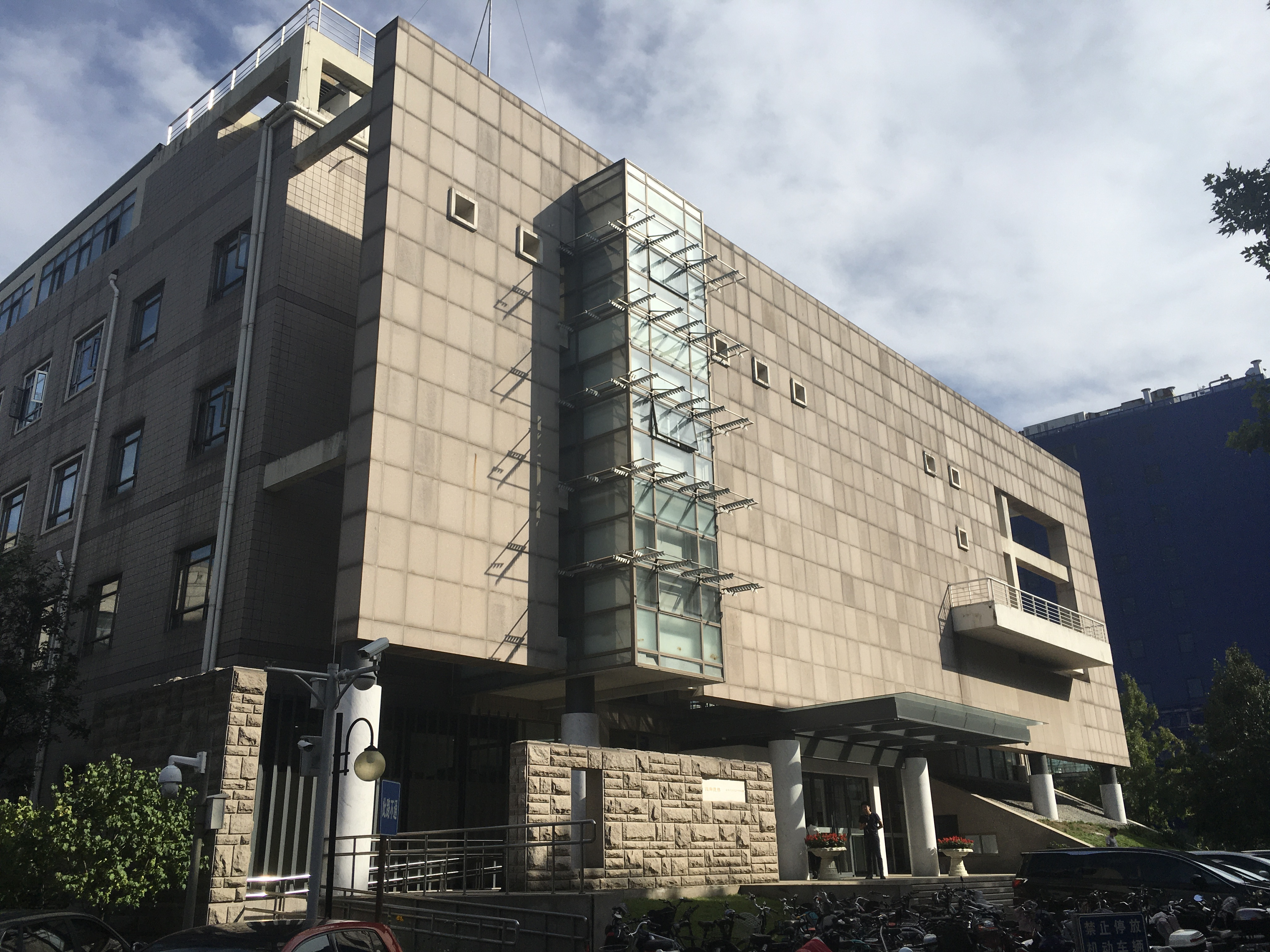
清華大學設計中心伍舜德樓

1958年7月24日前身清华大学土建设计院成立，1990年3月26日更名为现在名字。2011年1月5日改制为清华大学建筑设计研究院有限公司。董事长是吴晞，院长是庄惟敏。其中院士6人，包括吴良镛、关肇邺、江亿、聂建国、张建民和庄惟敏。

## 作品
- 延安宝塔山游客中心
- 石家庄国际会展中心
- 清华学堂
- 中国第一历史档案馆新址